# Duitsland op het wereldkampioenschap voetbal 2010
Duitsland was een van de deelnemende landen aan het wereldkampioenschap voetbal 2010 in Zuid-Afrika. Hun laatste deelname was in 2006. Duitsland kwalificeerde zich als een van de dertien Europese landen.

## Selectie
Op 1 juni 2010 werd de WK-selectie van bondscoach Joachim Löw bekend.
| Keepers       |                        |                  |
| 22            | Hans-Jörg Butt         | Bayern München   |
| 1             | Manuel Neuer           | Schalke 04       |
| 12            | Tim Wiese              | Werder Bremen    |
| Verdedigers   |                        |                  |
| 4             | Dennis Aogo            | Hamburger SV     |
| 14            | Holger Badstuber       | Bayern München   |
| 2-            | Jérôme Boateng         | Hamburger SV     |
| 3             | Arne Friedrich         | Hertha BSC       |
| 2             | Marcell Jansen         | Hamburger SV     |
| 16            | Philipp Lahm           | Bayern München   |
| 17            | Per Mertesacker        | Werder Bremen    |
| 5             | Serdar Taşçı           | VfB Stuttgart    |
| Middenvelders |                        |                  |
| 6             | Sami Khedira           | VfB Stuttgart    |
| 18            | Toni Kroos             | Bayer Leverkusen |
| 21            | Marko Marin            | Werder Bremen    |
| 8             | Mesut Özil             | Werder Bremen    |
| 7             | Bastian Schweinsteiger | Bayern München   |
| 15            | Piotr Trochowski       | Hamburger SV     |
| Aanvallers    |                        |                  |
| 19            | Cacau                  | VfB Stuttgart    |
| 23            | Mario Gómez            | Bayern München   |
| 9             | Stefan Kießling        | Bayer Leverkusen |
| 11            | Miroslav Klose         | Bayern München   |
| 13            | Thomas Müller          | Bayern München   |
| 10            | Lukas Podolski         | 1. FC Köln       |
| Bondscoach    |                        |                  |
|               | Joachim Löw            |                  |

## Eindstand poulefase
| Land      | Wed | Win | Gel | Ver | DV | DT | +/− | Pnt |
| --------- | --- | --- | --- | --- | -- | -- | --- | --- |
| Duitsland | 3   | 2   | 0   | 1   | 5  | 1  | 4   | 6   |
| Ghana     | 3   | 1   | 1   | 1   | 2  | 2  | 0   | 4   |
| Australië | 3   | 1   | 1   | 1   | 3  | 6  | -3  | 4   |
| Servië    | 3   | 1   | 0   | 2   | 2  | 3  | -1  | 3   |

## Wedstrijden
|                    |                                            |                  |           |                                                                                    |
| 13 juni 2010 20:30 | Duitsland                                  | 4 – 0            | Australië | Moses Mabhida Stadium, Durban Toeschouwers: 62.660 Scheidsrechter: Marco Rodríguez |
| 13 juni 2010 20:30 | Podolski 8' Klose 27' Müller 68' Cacau 70' | Wedstrijdverslag |           | Moses Mabhida Stadium, Durban Toeschouwers: 62.660 Scheidsrechter: Marco Rodríguez |

|                    |           |                  |               | |
| 18 juni 2010 13:30 | Duitsland | 0 – 1            | Servië        | Nelson Mandelabaai Stadion, Port Elizabeth Toeschouwers: 38.294 Scheidsrechter: Alberto Undiano Mallenco |
| 18 juni 2010 13:30 |           | Wedstrijdverslag | 38' Jovanović | Nelson Mandelabaai Stadion, Port Elizabeth Toeschouwers: 38.294 Scheidsrechter: Alberto Undiano Mallenco |

|                    |       |                  |           |                                                                             |
| 23 juni 2010 20:30 | Ghana | 0 – 1            | Duitsland | Soccer City, Johannesburg Toeschouwers: 83.391 Scheidsrechter: Carlos Simon |
| 23 juni 2010 20:30 |       | Wedstrijdverslag | 60' Özil  | Soccer City, Johannesburg Toeschouwers: 83.391 Scheidsrechter: Carlos Simon |

### Achtste finale
|                    |                                              |                  |           |                                                                                    |
| 27 juni 2010 16:00 | Duitsland                                    | 4 – 1            | Engeland  | Vrystaatstadion, Bloemfontein Toeschouwers: 40.911 Scheidsrechter: Jorge Larrionda |
| 27 juni 2010 16:00 | Klose 20' Podolski 32' Müller 67' Müller 70' | Wedstrijdverslag | 37' Upson | Vrystaatstadion, Bloemfontein Toeschouwers: 40.911 Scheidsrechter: Jorge Larrionda |

### Kwartfinale
|                   |            |                  |                                             |                                                                                 |
| 3 juli 2010 16:00 | Argentinië | 0 – 4            | Duitsland                                   | Groenpuntstadion, Kaapstad Toeschouwers: 64.100 Scheidsrechter: Ravshan Irmatov |
| 3 juli 2010 16:00 |            | Wedstrijdverslag | 3' Müller 68' Klose 74' Friedrich 89' Klose | Groenpuntstadion, Kaapstad Toeschouwers: 64.100 Scheidsrechter: Ravshan Irmatov |

### Halve finale
|                   |           |                  |                  |                                                                                  |
| 7 juli 2010 20:30 | Duitsland | 0 – 1            | Spanje           | Moses Mabhida Stadium, Durban Toeschouwers: 60.960 Scheidsrechter: Viktor Kassai |
| 7 juli 2010 20:30 |           | Wedstrijdverslag | 73' Carles Puyol | Moses Mabhida Stadium, Durban Toeschouwers: 60.960 Scheidsrechter: Viktor Kassai |

### Troostfinale
|                    |                       |                  |                                   |                                                                                                  |
| 10 juli 2010 20:30 | Uruguay               | 2 – 3            | Duitsland                         | Nelson Mandelabaai Stadion, Port Elizabeth Toeschouwers: 36.254 Scheidsrechter: Benito Archundia |
| 10 juli 2010 20:30 | Cavani 28' Forlán 51' | Wedstrijdverslag | 19' Müller 56' Jansen 82' Khedira | Nelson Mandelabaai Stadion, Port Elizabeth Toeschouwers: 36.254 Scheidsrechter: Benito Archundia |

DFB · A-internationals · Bondscoaches · Duits vrouwenelftal · Olympisch elftal · Duitsland U21 · Duitsland U20 · Duitsland U19 · Duitsland U18 · Duitsland U17 · Duitsland U16 · Vrouwen U17
1905 – 1919 · 
1920 – 1929 · 
1930 – 1939 · 
1940 – 1949 · 
1950 – 1959 · 
1960 – 1969 · 
1970 – 1979 · 
1980 – 1989 · 
1990 – 1999 · 
2000 – 2009 · 
2010 – 2019 · 
2020 – 2029
EK's: 1972 · 
1976 · 
1980 · 
1984 · 
1988 · 
1992 · 
1996 · 
2000 · 
2004 · 
2008 · 
2012 · 
2016 · 
2020 · 
2024
CC: 1999 · 
2005 · 
2017
WK's: 1934 ·
1938 · 
1954 · 
1958 · 
1962 · 
1966 · 
1970 · 
1974 · 
1978 · 
1982 · 
1986 · 
1990 · 
1994 · 
1998 · 
2002 · 
2006 · 
2010 · 
2014 · 
2018 · 
2022
OS: 1912 ·
1928 ·
1936 ·
2016 ·
2020
Albanië ·
Algerije ·
Argentinië ·
Armenië ·
Australië ·
Azerbeidzjan ·
België ·
Bohemen en Moravië ·
Bolivia ·
Bosnië en Herzegovina ·
Brazilië ·
Bulgarije ·
Canada ·
Chili ·
China ·
Colombia ·
Costa Rica ·
Cyprus ·
DDR ·
Denemarken ·
Ecuador ·
Egypte ·
Engeland ·
Estland ·
Faeröer ·
Finland ·
Frankrijk ·
Georgië ·
Ghana ·
Gibraltar ·
GOS ·
Griekenland ·
Hongarije ·
Ierland ·
IJsland ·
Iran ·
Israël ·
Italië ·
Ivoorkust ·
Japan ·
Joegoslavië ·
Kameroen ·
Kazachstan ·
Koeweit ·
Kroatië ·
Letland ·
Liechtenstein ·
Litouwen ·
Luxemburg ·
Malta ·
Marokko ·
Mexico ·
Moldavië ·
Nederland ·
Nieuw-Zeeland ·
Nigeria ·
Noord-Ierland ·
Noord-Macedonië ·
Noorwegen ·
Oekraïne ·
Oman ·
Oostenrijk ·
Paraguay ·
Peru ·
Polen ·
Portugal ·
Roemenië ·
Rusland ·
Saarland ·
San Marino ·
Saoedi-Arabië ·
Schotland ·
Servië ·
Servië en Montenegro · 
Slovenië ·
Slowakije ·
Sovjet-Unie ·
Spanje ·
Thailand ·
Tsjechië ·
Tsjecho-Slowakije ·
Tunesië ·
Turkije ·
Uruguay ·
Verenigde Arabische Emiraten ·
Verenigde Staten ·
Wales ·
Wit-Rusland ·
Zuid-Afrika ·
Zuid-Korea ·
Zweden ·
Zwitserland
Algerije (1982) · 
Algerije (2014) · 
Argentinië (1986) ·
Argentinië (1990) ·
Argentinië (2006) ·
Argentinië (2014) · 
Australië (2010) ·
België (1980) · 
Brazilië (2002) ·
Brazilië (2014) · 
Chili (1982) ·
Costa Rica (2006) ·
Denemarken (1992) ·
Denemarken (2012) · 
Ecuador (2006) ·
Engeland (1966) ·
Engeland (1982) ·
Engeland (2010) ·
Engeland (2021) ·
Frankrijk (2014) · 
Frankrijk (2021) · 
Ghana (2014) ·
Griekenland (2012) · 
Hongarije (1954, 2) ·
Hongarije (2021) ·
Italië (1982) ·
Italië (2006) ·
Italië (2012) · 
Japan (2022) · 
Kroatië (2008) ·
Mexico (2018) ·
Nederland (1974) ·
Nederland (2012) ·
Oekraïne (2016) ·
Oostenrijk (1982) ·
Oostenrijk (2008) ·
Polen (2006) ·
Polen (2008) ·
Polen (2016) ·
Portugal (2006) ·
Portugal (2008) ·
Portugal (2012) ·
Portugal (2014) ·
Portugal (2021) ·
Servië (2010) ·
Sovjet-Unie (1972) · 
Spanje (1982) ·
Spanje (2008) ·
Spanje (2022) ·
Tsjechië (1996, 2) · 
Tsjecho-Slowakije (1976) ·
Turkije (2008) ·
Verenigde Staten (2014) ·
Zuid-Korea (2018) ·
Zweden (2006)